# Кубок Парагвая по футболу
Кубок Парагвая по футболу (исп. Copa Paraguay) — ежегодное официальное кубковое соревнование футбольных клубов Парагвая, организованное Парагвайской футбольной ассоциацией. Турнир был учреждён в 2018 году. Первым обладателем стал столичный клуб «Гуарани».
Победитель Кубка Парагвая получает путёвку в розыгрыш Южноамериканского кубка.

## История
В Парагвае раньше существовали кубковые турниры. Так, ещё в 1920 году состоялся первый крупный турнир, «Кубок Италии», который выиграл «Либертад», обыгравший в финале «Соль де Америку» со счётом 2:0. «Либертад» также выиграл и чемпионат страны. В 1975—1995 годах проводились турниры под разными названиями, победители которых получали право сыграть с вице-чемпионом страны за право сыграть в Кубке Либертадорес. В последние годы существования это соревнование было известно как Турнир Республики.
В начале 2018 года АПФ приняла решение учредить новый турнир — Кубок Парагвая.
В финале первого розыгрыша, состоявшегося 5 декабря 2018 года, сошлись «Гуарани» и «Олимпия». Два старейших клуба Парагвая сыграли вничью 2:2, а в серии пенальти точнее были игроки «Гуарани» (5:3).

## Финалы
| Сезон | Победитель                               | Счёт                                     | Финалист                                 | Ссылка                                   |
| ----- | ---------------------------------------- | ---------------------------------------- | ---------------------------------------- | ---------------------------------------- |
| 2018  | Гуарани                                  | 2:2 (пен. 5:3)                           | Олимпия                                  | [ 3 ]                                    |
| 2019  | Либертад                                 | 3:0                                      | Гуарани                                  | [ 4 ]                                    |
| 2020  | Розыгрыш отменён из-за пандемии COVID-19 | Розыгрыш отменён из-за пандемии COVID-19 | Розыгрыш отменён из-за пандемии COVID-19 | Розыгрыш отменён из-за пандемии COVID-19 |
| 2021  | Олимпия                                  | 2:2 (пен. 3:1)                           | Соль де Америка                          | [ 5 ]                                    |

## Статистика
| Клуб            | Титулов | Финалов |
| Гуарани         | 1       | 1       |
| Олимпия         | 1       | 1       |
| Либертад        | 1       |         |
| Соль де Америка |         | 1       |